# Henry Enamorado
Henry Alberto Enamorado (Santa Bárbara, 5 agosto 1977) è un ex calciatore honduregno, di ruolo portiere.

## Carriera

### Club
Ha giocato inizialmente come titolare per l'UNAH, squadra honduregna, per poi passare al CD Platense nel 2005.

### Nazionale
La storia di Enamorado con la Nazionale è strettamente legata alla Copa América 2001: selezionato dal CT Ramón Maradiaga per fare da secondo al titolare Valladares, ottenne il posto da titolare nella cruciale finale per il 3º posto contro l'Uruguay. Nei 90 minuti regolamentari e nei successivi 30 supplementari, le squadre avevano marcato due reti per parte, protraendo così la partita ai rigori; durante i tiri dal dischetto, Enamorado parò il tiro di Carlos Eduardo Gutiérrez, risultando decisivo, assicurando all'Honduras il terzo posto nella competizione.